# 阿部孝則
阿部 孝則（あべ たかのり、1967年12月1日- ）は、競技麻雀のプロ雀士。東京都出身、RMU所属。かつては日本プロ麻雀連盟（通称：連盟）に所属し、連盟リーグの最高位決定戦である鳳凰戦を2002年度から三連覇した。2006年、当時連盟のタイトル保持者であった土田浩翔（鳳凰位）・多井隆晴（王位）らと連盟を脱退し、日本麻雀機構を経て、RMU所属となった。RMUのS級ライセンスを保持し、副代表も務めている。
妻は、同団体の汐宮あまね

## 雀風
メンゼン重視ダマテン多用という守備型のオーソドックススタイル。決して大崩れせず着実にポイントを積み上げていくため、長期戦をもっとも得意とする。短期決戦では一見勝ち味が薄いようだが、20年の競技生活で培った勝負感覚と強靱な精神力をもって幾多のビッグタイトルを制している。
2023年6月より開催されるMトーナメント2023に出場する。

## 獲得タイトル
- 第2期 RMUリーグ優勝
- 第1期 オープンリーグ優勝
- 第2期 日本オープン優勝
- 第19期 鳳凰位
- 第20期 鳳凰位
- 第21期 鳳凰位
- 第15期 麻雀マスターズ優勝

その他決勝進出多数

## 出演
究極のオンライン麻雀ゲーム「Maru-Jan」マルジャン放送局
http://www.maru-jan.com/housoukyoku.html